# Горячее поле (Московская Застава)
Горячее поле — исторический район Санкт-Петербурга. Начинался у Новодевичьего монастыря, далее тянулся вдоль Забалканского проспекта на 3—4 км. Название получило благодаря свалке отбросов городской скотобойни, которая находилась неподалёку. Отходы постоянно гнили и прели, что в холодную погоду вызывало густой туман.

## История
О Горячем поле ходит дурная слава: оно служит притоном для босяков, воров и прочих рыцарей печального образа. По праздничным дням здесь, сидя на траве, дуются в карты и в орлянку. По вечерам не пройди: ограбят.
Горячее поле начинается против Новодевичьего монастыря, по другую сторону Забалканского проспекта, и тянется мимо Митрофаньевского и Громовского старообрядческого кладбищ и идёт далее, за Московскую заставу, параллельно Московскому шоссе — версты на три, на четыре.

Горячее поле представляло собой крупную городскую свалку, где находили приют бездомные люди, среди свалки они возводили шалаши, где доживали свои последние дни.
На Горячем поле, напротив Новодевичьего монастыря, находилась одна из Конных площадей Санкт-Петербурга. Это название было неофициальным, но жители знали его достаточно хорошо: здесь проходила конская ярмарка и постоянно устраивались бега для испытания лошадей, что крайне не устраивало монахинь монастыря, однако их жалобы властям успеха не имели.

## Интересные факты
- В 1913 году Горячее поле Московской заставы было одной из семи организованных в Санкт-Петербурге «площадок» народных гуляний, посвящённых 300-летию правления Дома Романовых.
- В 1914 году был разработан проект переустройства Горячего поля и организации на его территории рынка оптовой торговли. Проект осуществлён не был.